# Sempervirensrosor
Sempervirensrosor (Rosa Sempervirens-Gruppen) är en grupp av rosor som alla härstammar från medelhavsrosen (Rosa sempervirens). Det är en grupp med engångsblommande klätterrosor. Blommorna kan vara små till medelstora och de kan vara enkelblommiga till fylldblommiga.

## Sorter
- 'Adélaide d'Orléans'
- 'Felicité et Perpétue'
- 'Flora'
- 'Little White Pet'
- 'White Pet'